# 左旗五
左旗五，又名天箭座γ，是天箭座最亮的恒星，视星等为3.47，是一颗红巨星，位于銀經57.97°，銀緯-5.21°，其J2000.0坐标为赤經19h 58m 45.4s，赤緯+19° 29′ 32″。
相对太阳，左旗五正以42.9km/s的速度绕银河系中心运动，其轨道距银河系中心在20300光年至25900光年之间。由于自行，1400万年后，它与太阳的距离将缩小至158光年，视星等将增至2.44。